# Brighter Days Ahead
Brighter Days Ahead é um curta-metragem musical norte-americano de ficção científica de 2025, escrito e dirigido por Christian Breslauer e Ariana Grande. Este trabalho marca a estreia de Ariana Grande como diretora. O filme é uma peça complementar ao sétimo álbum de estúdio de Grande, "Eternal Sunshine" (2024), e à sua reedição de 2025, que compartilha o mesmo subtítulo do filme.
Ariana Grande mencionou pela primeira vez a possibilidade de um curta-metragem em uma entrevista para a Vanity Fair enquanto promovia "Wicked" (2024). Ela continuou a dar pistas sobre a edição deluxe do álbum em várias entrevistas e aparições públicas antes de anunciá-la em 10 de março de 2025. Dois dias antes, ela também havia dado pistas sobre o curta, que foi anunciado em uma postagem no Instagram em 12 de março de 2025. No teaser trailer que ela postou junto com o anúncio, foi revelado que Grande reprisaria seu papel como Peaches, personagem que ela introduziu no videoclipe de "We Can't Be Friends (Wait for Your Love)", com o curta-metragem servindo como uma sequência dessa obra.

## Enredo
Setenta anos após apagar com sucesso a memória de seu tempo com um ex-namorado, Peaches senta-se na sala de espera da Brighter Days Inc. e assina um formulário eletrônico de consentimento. Uma enfermeira a leva para uma sala que lhe permitiria reviver quatro de suas memórias mais valiosas pela última vez. Ela começa sua jornada assistindo a vídeos antigos de sua família que foram capturados durante sua infância ("Intro (End of the World)").
Cada uma das memórias restantes de Peaches é imediatamente destruída após ser revivida. Ela continua com a segunda memória, que é focada em sua carreira como cantora ("Eternal Sunshine" / "Dandelion"). Na terceira memória, Peaches acorda em uma casa destruída e inundada. Ela encontra dois itens importantes enquanto examina os danos: um ursinho de pelúcia e um colar ("Twilight Zone"). Peaches sai de sua casa para descobrir que toda a sua vizinhança foi demolida. Ela caminha diretamente em direção a um OVNI e é abduzida ("Supernatural").
A quarta e última memória é contada da perspectiva do pai de Peaches, que fundou a Brighter Days. Ele é tomado pela tristeza após a morte de sua filha, que foi desmembrada, e se encontra revivendo memórias passadas suas, como o momento em que lhe deu o colar mencionado anteriormente. Após coletar o coração de Peaches em um pub de Londres e seu cérebro em uma pilha de escombros, seu pai coloca os órgãos no corpo de uma mulher criada à imagem de sua filha. Leva várias tentativas antes que ele a ressuscite com sucesso através da música e da eletricidade ("Hampstead").
A Peaches mais velha fica satisfeita com sua sessão. Na cena final, uma Peaches mais jovem se lembra de uma vez em que alguém lhe disse para viver cada dia como se fosse o último. Uma versão acústica de "We Can't Be Friends (Wait for Your Love)", gravada no Jungle City Studios, toca durante os créditos finais.

## Elenco
- Ariana Grande como Peaches, uma mulher idosa e não-verbal que passa por um procedimento de restauração de memória. A personagem foi inspirada em Clementine Kruczynski, do filme "Eternal Sunshine of the Spotless Mind" (2004), de Michel Gondry.[13]
  - Charlotte Sanchez como Peaches (jovem).
- Edward Butera como o pai de Peaches, um cientista louco e fundador da Brighter Days Inc.
- Rashawn Ross como o trompetista.
- Allen Marsh como o médico holograma.
- Jessica Jang como a enfermeira holograma.
- Trell Isaac como um paciente holograma.
- Kimberly Kim como uma paciente holograma.
- Stewart Jewett como o médico.
- Lauren DeShane como a enfermeira.
- Fida Varela como a enfermeira da sala de exame.
- Brittany Carel como a paciente da sala de exame.
- Shane Antolak, R. Ray Barnes e Tiana Bes como figurantes na sala de espera.

Veronica Mannion, Amanda Boe, Dylan Reece, Kais Boukthir, Skip Howland, Vivian Day, Lee John Gilligan, Josh Cruse, Sam Russell, Cassandra Rucker, Russell Fear e Veronica Hart como figurantes na taverna.

## Lançamento e divulgação
Após o Oscar de 2025, no qual Ariana Grande foi indicada a Melhor Atriz Coadjuvante por seu papel como Glinda em "Wicked" (2024), Grande mudou o nome de sua segunda conta no Instagram, anteriormente conhecida como @Sweetener, para @BrighterDays. Este é o nome da clínica fictícia de apagamento de memória que apareceu no videoclipe de "We Can't Be Friends (Wait for Your Love)". Para marcar o primeiro aniversário do lançamento de Eternal Sunshine, Grande revelou um link para a pré-salvamento da edição deluxe e lançou um teaser trailer para o curta-metragem. No teaser, uma caixa contendo vários itens vistos no videoclipe de "We Can't Be Friends" pode ser vista queimando, antes de mudar para uma cena dos itens rasgados no chão.

Em seguida, Grande anunciou oficialmente a reedição deluxe de Eternal Sunshine, com o subtítulo "Brighter Days Ahead", em 10 de março de 2025, para lançamento em 28 de março. Dois dias depois, Grande anunciou o curta-metragem complementar por meio de uma postagem no Instagram, na qual lançou outro teaser trailer. Neste trailer, uma voz pode ser ouvida dizendo "Bem-vinda de volta, Peaches", antes de mudar para várias cenas de Grande. O pôster do filme foi lançado através da conta do Instagram @BrighterDays. Em 23 de março de 2025, Grande anunciou exibições limitadas do curta-metragem em quatro cidades dos EUA em 30 de março de 2025: sua cidade natal, Boca Raton, Chicago, Los Angeles e Nova York. Grande lançou mais dois teasers em 25 e 27 de março de 2025. No primeiro, um medalhão com a foto de uma Grande mais jovem é segurado na mão de alguém. No segundo, mostra uma versão futurista da clínica Brighter Days — como visto no videoclipe de "We Can't Be Friends" — enquanto a câmera foca em uma mulher em uma cadeira de rodas. Uma série de cortes rápidos acontece, nos quais vemos as mãos envelhecidas de Grande, levando a crer que ela interpretará uma versão mais velha de sua personagem, Peaches.